# قطعنامه ۶۲۰ شورای امنیت
قطعنامه ۶۲۰ شورای امنیت سازمان ملل متحد که در تاریخ ۲۶ اوت ۱۹۸۸ تصویب شد، سندی بین‌المللی دربارهٔ ایران-عراق است. این قطعنامه طی نشست ۲۸۲۵ام با ۱۵ رای موافق، ۰ مخالف و ۰ ممتنع تصویب شد. مفاد این قطعنامه، تأیید حملات شیمیایی در جنگ ایران و عراق و تداوم استفاده از آن توسط عراقی‌ها بود.

## پیشینه
در پی حملات شیمیایی عراق به ایران، در طول جنگ ایران و عراق، ایران اعتراض خود را با نامه‌هایی به سازمان ملل و شورای امنیت اعلام کرد. در تاریخ ۱۸ و ۲۴ مارس ۱۹۸۸، حکومت ایران مدعی شد که عراق، علاوه بر مناطق جنگی، مناطق کردنشین نیز مورد حمله شیمیایی قرار گرفته است. در ۲۵ مارس همان سال، هیئتی از سوی دبیرکل سازمان ملل متحد، به ایران اعزام شد تا این ادعا را بررسی نمایند. در ۱۴ آوریل ۱۹۸۸، گزارش هیئت اعزامی سازمان ملل پس از سفر به دو کشور ایران و عراق، با تأیید استفاده از سلاح شیمیایی در این جنگ، منتشر شد. که منجر به صدور قطعنامه ۶۱۲ گردید. ایران اما این قطع‌نامه را کافی نمی‌دانست.

## تصویب
در تاریخ ۴ شهریور ۱۳۶۷ (۲۶ اوت ۱۹۸۸ م)، قطعنامه ۶۲۰ را صادر شد. این قطعنامه را مهم‌ترین قطعنامه شورای امنیت سازمان ملل متحد در خصوص حملات شیمیایی عراق علیه ایران در جنگ ایران و عراق دانسته‌اند. در این قطعنامه، شورا برای اولین بار، کاربرد سلاح‌های شیمیایی را به‌طور تلویحی، نتیجه عدم پیشرفت مذاکرات دربارهٔ خلع سلاح شیمیایی دانست و مذاکرات جاری در کنفرانس خلع سلاح در مورد ممنوعیت کامل و مؤثر توسعه، تولید و انبارکردن سلاح شیمیایی و نیز نابودی آنها را مدّ نظر قرار داد. همچنین در این قطعنامه تأکید شده است که وصول خبر در زمینه کاربرد سلاح شیمیایی منجر به تحقیقات کارشناسی خواهد شد و اقدام مؤثر صورت خواهد گرفت. در این قطعنامه تصریح شده بود که تعداد و میزان حملات شیمیایی عراق نسبت به حملات ایران، بیشتر بوده و پس از قطعنامه‌های قبلی، همچنان ادامه داشته است.

## پیامدها
منابع ایرانی معتقد بودند که شورا در مورد جنگ عراق علیه ایران به مسامحه و ملاحظه‌کاری و نه شدت عمل علیه تجاوز و حتی کشوری که با حمله به مناطق غیرمسکونی، نفتکش‌ها، حملات شیمیایی و بانی گسترش جنگ بود، مبادرت کرد. به گونه‌ای که در بیشتر قطعنامه‌های صادر شدهِ شورای امنیت دربارهِ جنگ عراق علیه ایران، همواره، جنگ به عنوان «وضعیت» یا «مناقشه» میان ایران و عراق بررسی شد. شورای امنیت با آوردن واژهِ وضعیت، جنگ ایران و عراق را «تهاجم و تجاوز» به‌شمار نیاورد. تأخیر در صدور این قطعنامه هم به عنوان یک انتقاد مسئولان ایرانی بود.
یکی دیگر از انتقادهای ایرانی‌ها به این قطعنامه، اشاره نکردن تجاوز عراق در خاک ایران بود. به گزارش خبرگزاری‌های ایرانی، عراق همچنان بخشی از خاک ایران را اشغال کرده بود در حالی که ایران به مفاد قطعنامه ۵۹۸ مبنی بر آتش‌بس پایبند بود.